# Masillapodargus longipes
Masillapodargus longipes — викопний вид дрімлюгоподібних птахів родини білоногових (Podargidae), що існував у ранньому еоцені в Європі. Частковий скелет знайдено у Мессельський кар'єр на заході Німеччини.